# Ґрабіна (гміна Островіте)
Ґрабіна (пол. Grabina) — село в Польщі, у гміні Островіте Слупецького повіту Великопольського воєводства.
Населення — 150 осіб (2011).
У 1975-1998 роках село належало до Конінського воєводства.

## Демографія
Демографічна структура станом на 31 березня 2011 року:
|          | Загалом | Допрацездатний вік | Працездатний вік | Постпрацездатний вік |
| -------- | ------- | ------------------ | ---------------- | -------------------- |
| Чоловіки | 75      | 16                 | 49               | 10                   |
| Жінки    | 75      | 13                 | 44               | 18                   |
| Разом    | 150     | 29                 | 93               | 28                   |